# Brus Laguna
Brus Laguna è un comune dell'Honduras facente parte del dipartimento di Gracias a Dios.
Il comune venne istituito il 5 agosto 1957.